# Tyreotropinfrisättande hormon

Kemisk struktur på Tyreotropinfrisättande hormon.

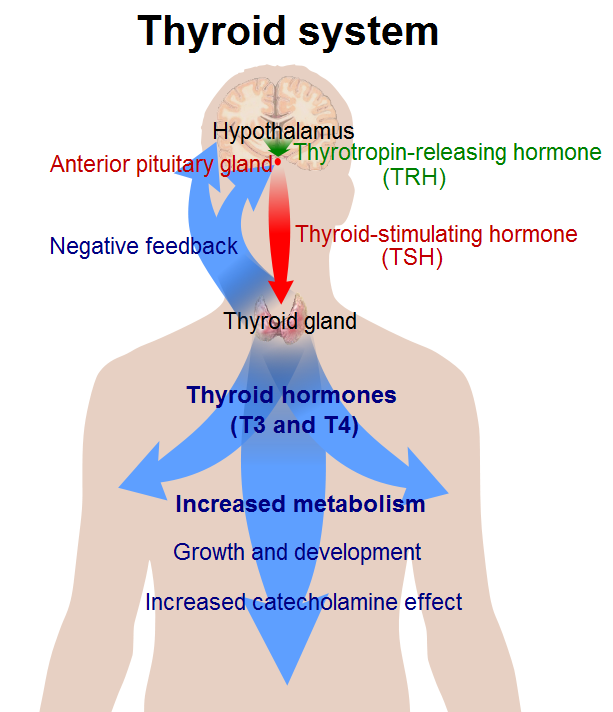
Tyroidsystemet. TRH frisätts från hypotalamus.

Tyreotropinfrisättande hormon, TRH (thyrotropin-releasing hormone) eller protirelin (C16 H22 N6 O4) är ett peptidhormon som bildas i hypotalamus för att frisätta hormoner i hypofysen. 
Membranproteiner på adenohypofysens cellyta, protirelinreceptorer, binder TRH och stimulerar till frisättning av TSH från adenohypofysen. TRH frisätter också prolaktin. TRH stimulerar kalciumflödet, och det är möjligt att kalcium också bidrar till frisättningen av TRH.
TRH har på försök administrerats till kvinnor med depression, med viss, kortvarig framgång. Dock verkar detta också frisätta tillväxthormoner. Eftersom TSH-responsen på TRH är nedsatt hos deprimerade utan att de samtidigt visar problem med sköldkörteln, har det föreslagits att detta kan antas för ett tecken på depression, och även mani, alkoholism, och borderline-personlighetsstörning. Förhållandet mellan depression och tyreotoxikos eller hypotyreos är dock komplext och manifestationerna kan tyckas motstridiga. En teori är att depressionens minskning av serotonin ökar utsöndringen av TRH (vilket TSH, T4 och T3 kan reagera olikartat på).
TRH har i en studie på möss visat sig ha flera olika effekter som motverkade och försenade åldrandeprocesser .